# Taxi brousse

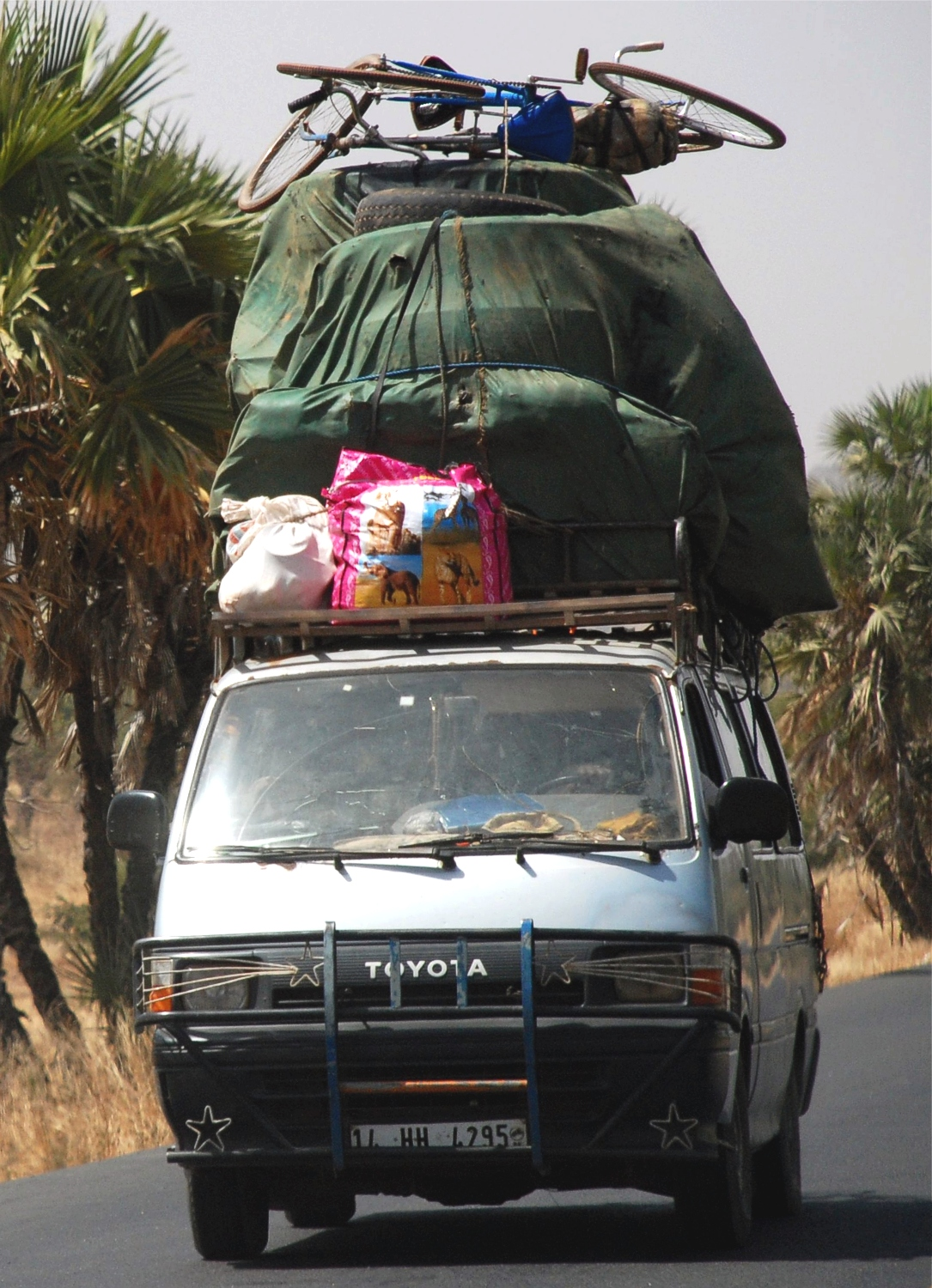
Taxi-brousse in Burkina Faso

I taxi brousse, detti anche taxi de brousse, sono taxi collettivi tipici di molti paesi africani e del Sud America (dove sono chiamati "colectivos"). Il nome, francofono, significa "taxi della savana". Effettuano per lo più collegamenti extra-urbani tra città contigue. Per effettuare traversate di varie città occorre cambiare taxi. 

## Utilizzo
Si trovano riuniti in parcheggi appositi che fungono da autostazioni, le gare routière, e partono quando tutti i posti sono stati occupati, tuttavia dato che lungo la strada molti passeggeri scendono è possibile richiedere di salire a bordo anche durante il tragitto.
Il prezzo, a seconda delle abitudini locali, può essere contrattato o fissato dalle consuetudini. Spesso sono dei furgoncini cabinati Toyota o Peugeot da 7 posti più i due posti anteriori ma il conducente cerca di far entrare molte più persone.
Da non confondersi con il Car de Brousse, o Car Rapide, che è un minibus, anche questo stipato fino all'inverosimile di passeggeri, che effettua gli stessi percorsi, a un prezzo un po' più basso, e che solitamente è molto colorato esternamente.
Molto esplicativo questo divertente aneddoto dell'antropologo inglese Nigel Barley: "I taxi de brousse sono veicoli con una capienza che varia dalle dodici alle venti persone. Il proprietario però cerca di stiparne tra le trenta e le cinquanta. Quando l'automezzo è sul punto di scoppiare, l'autista parte di scatto e poi frena bruscamente, cosa che crea lo spazio per una o due persone ancora."